# شهادة الدم الألمانية
شهادة الدم الألمانية (Deutschblütigkeitserklärung الألمانية)  وثيقة قدمها هتلر إلى Mischling، معلنا لهم deutschblütig (الدم الألماني). بدأت هذه الممارسة في وقت ما بعد قوانين نورمبرغ لعام 1935، وسمحت بالإعفاء من معظم القوانين العنصرية في ألمانيا.
Mischling هو مصطلح يستخدم في عهد الرايخ الثالث في ألمانيا إلى اعتبار شخص من أصل يهودي جزئيا. هذه الكلمة تعني حرفيا «مختلطة».
من أجل الانضمام إلى الحزب النازي والحصول على شهادة، كان على المرشح أن يثبت من خلال سجلات المعمودية أن جميع الأسلاف المباشرين الذين ولدوا منذ عام 1750 ليسوا يهودًا، أو يمكنهم التقدم للحصول على شهادة دم ألمانية.

## الغرض من شهادة الدم الألمانية
قوانين نورمبرغ، والمعروفة أيضًا باسم القوانين المعادية لليهود، هي قوانين تم إنشاؤها في ألمانيا بغرض الحفاظ على نقاء دماء الجنس الآري. تم تنفيذ القوانين التي تشير إلى ضرورة الحصول على شهادة الدم الألمانية في الوقت الذي تم فيه حظر العلاقات بين الآريين واليهود. شهادات الدم الألمانية هي وثائق تصنف من كان من «الدم الألماني أو ذي الصلة». يمكن أن يواجه الآريون عقوبة السجن إذا كانوا يتعارضون مع القوانين المعمول بها. تم تصنيف العائلات الآرية واليهودية المتزوجة من قبل بأطفال على أنها مضللة، وبالتالي تم تشجيعها على الطلاق. مثل هذه العلاقات كانت تعتبر «خيانة دم». لم تحدد قوانين نورمبرغ الناس بأنهم يهود وفقًا للقيم الثقافية، بل نظروا إلى عدد الأجيال من أجدادهم يهود. على وجه التحديد، نظر النازيون إلى اليهود على أنهم من عرق أقل شأنا، وبالتالي فقد رأوا ضرورة فصل اليهود عن المجتمع الألماني. نتيجة لقوانين نورمبرغ، تم حرمان اليهود من الجنسية الألمانية رغم أن ألمانيا كانت موطنهم. مهدت قوانين نورمبرغ الطريق نحو الهولوكوست.